# Brianna Stubbs
Brianna Stubbs, née le 13 juillet 1991, est une rameuse britannique.

## Palmarès

### Championnats du monde
| Discipline           | Chungju 2013 Corée du Sud | Amsterdam 2014 Pays-Bas | Aiguebelette 2015 France |
| -------------------- | ------------------------- | ----------------------- | ------------------------ |
| Quatre de couple, pl |                           |                         | Argent                   |